# Evas vinterplåster
Evas vinterplåster är en serie program för barn där Eva Funck förklarar och ger tips om vanliga åkommor under vintern. Programmet hade premiär i SVT 2005 och är en fristående fortsättning på Evas sommarplåster. Det efterföljdes av Evas funkarprogram.

## Avsnitt
1. Torrt och narigt
2. Barnsjukdomar
3. Förkylning
4. Smitta och immunförsvar
5. Sömn
6. Tänder
7. Prickar och pluppar
8. Växtvärk och massage
9. Förstoppning
10. Sysselsättning när man blir sjuk